# کاتی‌ام ایکس بو
کاتی‌ام ایکس بو (KTM X-Bow) خودرویی است که از سال ۲۰۰۸ تولید شده‌است.
طراحی آن توزیع نیروی پیشران بوده وزن آن در حالت طبیعی ۷۹۰ کیلوگرم (۱٬۷۴۰ پوند) است. سیستم جعبه‌دندهٔ آن ۶ دنده به صورت دستی است.